# Pere Antoni Aguiló Bonnín
Pere Antoni Aguiló Bonnín (Sa Pobla, 22 de juny de 1874-19 de febrer de 1955) actiu empresari mallorquí i, especialment, exportador de productes del camp.
Aguiló Bonnín (conegut com l'amo Pere Antoni) importà des de Mataró llavor de la varietat de patata Royal Kidney l'any 1923 i a l'any següent inicià la primera campanya d'exportació de patata primerenca des de Sa Pobla a Anglaterra. L'exportació de patata, que encara perdura, ha estat la principal activitat productiva de sa Pobla i portà a la vila a una gran expansió econòmica i social.
Era fill de Bernat Aguiló Cortès (1832-1901) i de Maria Bonnín Aguiló (1841-1914). Es casà el 1903 amb Isabel Maria Bonnín Aguiló (1885-1962). El seu fill, Bernat Aguiló Bonnín (1904-87), i els seus nets, Pere Antoni Aguiló Bonnín (1930-2011) i Miquel Aguiló Bonnin (1932-2008), continuaren la tradició familiar.
El 25 de novembre de 2008, l'ajuntament pobler col·locà una placa commemorativa a la casa on visqué a Sa Pobla.